# Världsmästerskapet i ishockey för herrar 2018

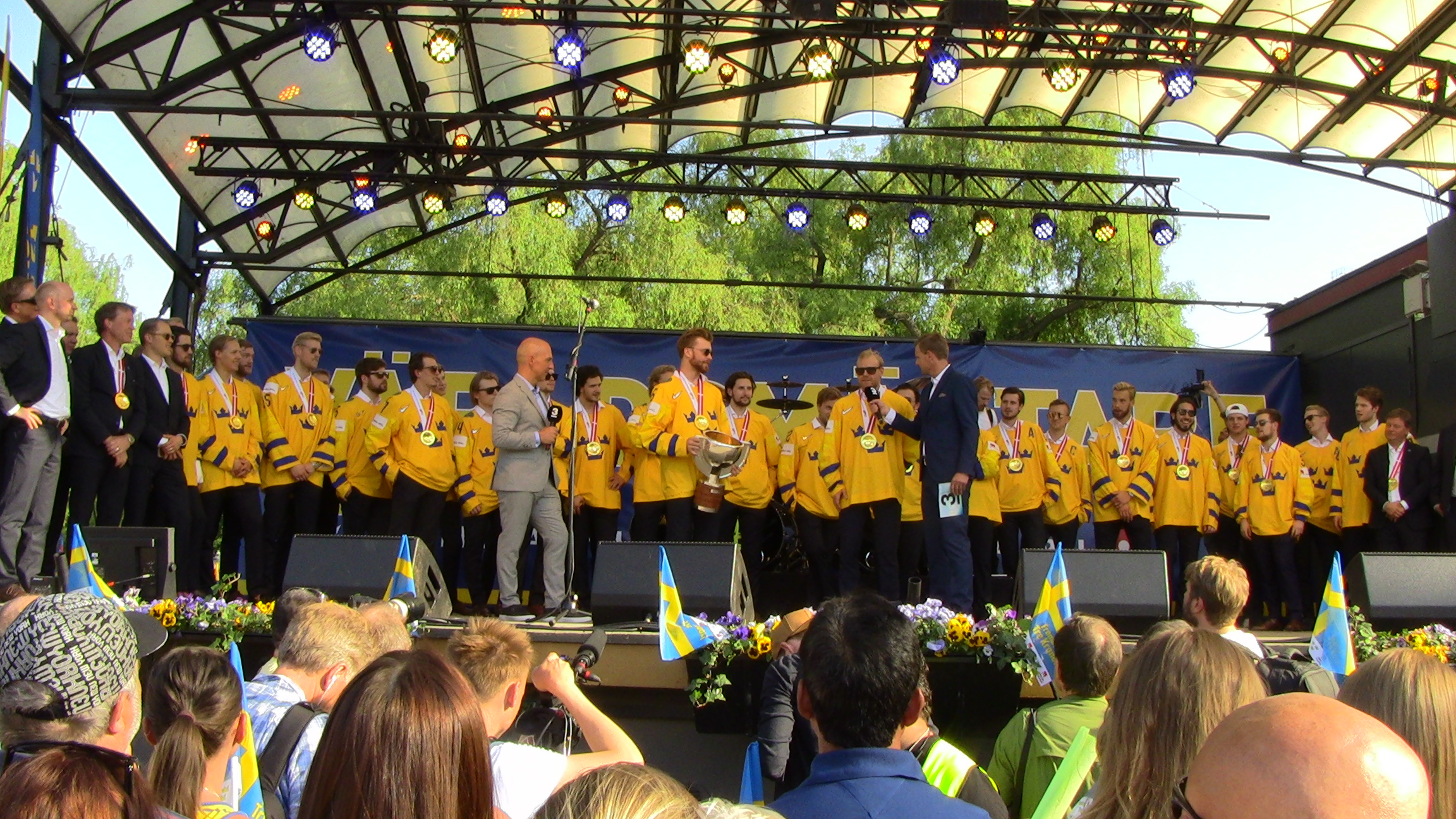
Sveriges herrlandslag i Kungsträdgården.

Världsmästerskapet i ishockey för herrar 2018 var det 82:a mästerskapet och spelades i Köpenhamn och Herning i Danmark 4–20 maj 2018 beträffande toppdivisionen.
VM i de lägre divisionerna spelades på andra platser och under andra tidpunkter.
- Division I, grupp A i Budapest, Ungern, från 22 till 28 april 2018.
- Division I, grupp B i Kaunas, Litauen, från 22 till 28 april 2018.
- Division II, grupp A i Tilburg, Nederländerna, från 23 till 29 april 2018.
- Division II, grupp B i Granada, Spanien, från 16 till 22 april 2018.
- Division III i Kapstaden, Sydafrika, från 16 till 22 april 2018.
- Division III, kval i Sarajevo, Bosnien och Hercegovina, från 25 till 28 februari 2018.

## Toppdivisionen
Att Danmark skulle arrangera mästerskapet meddelade IIHF den 23 maj 2014.

### Ansökningar
Två ansökningar gjordes.
- Danmark
  - Köpenhamn/Herning

Turneringen hade tidigare aldrig spelats i Danmark. Föreslagna hallar vid kandidaturen var Royal Arena i Köpenhamn och Jyske Bank Boxen i Herning. Båda arenor har en publikkapacitet på 12 000 åskådare.
- Lettland
  - Riga

Lettland stod som arrangör 2006. Föreslagna spelplatser för en turnering 2018 var Arena Riga, samt bygget av en ny arena.
Danmark vann omröstningen med rösterna 95-12.

### Arenor
| Köpenhamn | Köpenhamn                                         | · Köpenhamn Herning Arrangörsstäder i ishockey-VM 2018. |
|           | Royal Arena, Köpenhamn Publikkapacitet: 12 500    | · Köpenhamn Herning Arrangörsstäder i ishockey-VM 2018. |
| Herning   |                                                   | · Köpenhamn Herning Arrangörsstäder i ishockey-VM 2018. |
|           | Jyske Bank Boxen, Herning Publikkapacitet: 12 000 | · Köpenhamn Herning Arrangörsstäder i ishockey-VM 2018. |

### Deltagande lag
Europa
- Danmark†
- Finland*
- Frankrike*
- Lettland*
- Norge*
- Ryssland*
- Schweiz*
- Slovakien*
- Sverige*

| - Tjeckien* - Tyskland* - Vitryssland* - Österrike^ Asien - Sydkorea^ Nordamerika - Kanada* - USA* |

* = Kvalificerade genom att placera sig bland de 14 första lagen i Världsmästerskapet i ishockey för herrar 2017
^ = Kvalificerade genom att placera sig etta eller tvåa i Division I Grupp A vid VM i ishockey 2017
† = Värdnation och automatiskt kvalificerat

### Spelartrupper
Det maximala antalet spelare som var tillåtna i lagregistreringen till ishockey-VM 2018 var 20 spelare och 3 målvakter. Minsta antalet var 15 spelare och 2 målvakter.

### Gruppspel
Grupp A spelades i Köpenhamn, medan grupp B avgjordes i Herning.
| Grupp A     | S | V | ÖV | ÖF | F | GM | IM | MS  | P  |
| ----------- | - | - | -- | -- | - | -- | -- | --- | -- |
| Sverige     | 7 | 6 | 1  | 0  | 0 | 31 | 9  | +22 | 20 |
| Ryssland    | 7 | 5 | 0  | 1  | 1 | 32 | 10 | +22 | 16 |
| Tjeckien    | 7 | 3 | 3  | 0  | 1 | 27 | 15 | +12 | 15 |
| Schweiz     | 7 | 3 | 1  | 1  | 2 | 25 | 19 | +6  | 12 |
| Slovakien   | 7 | 3 | 0  | 2  | 2 | 19 | 20 | −1  | 11 |
| Frankrike   | 7 | 2 | 0  | 0  | 5 | 13 | 29 | −16 | 6  |
| Österrike   | 7 | 1 | 0  | 1  | 5 | 13 | 30 | −17 | 4  |
| Vitryssland | 7 | 0 | 0  | 0  | 7 | 8  | 36 | −28 | 0  |

| Avancemang till slutspel | Nedflyttat till Division I A 2019 |

| Grupp B  | S | V | ÖV | ÖF | F | GM | IM | MS  | P  |
| -------- | - | - | -- | -- | - | -- | -- | --- | -- |
| Finland  | 7 | 5 | 0  | 1  | 1 | 38 | 11 | +27 | 16 |
| USA      | 7 | 4 | 2  | 0  | 1 | 39 | 16 | +23 | 16 |
| Kanada   | 7 | 4 | 1  | 1  | 1 | 32 | 12 | +20 | 15 |
| Lettland | 7 | 3 | 1  | 2  | 1 | 16 | 16 | 0   | 13 |
| Danmark  | 7 | 3 | 1  | 0  | 3 | 13 | 17 | −4  | 11 |
| Tyskland | 7 | 1 | 1  | 2  | 3 | 16 | 20 | −4  | 7  |
| Norge    | 7 | 1 | 1  | 1  | 4 | 13 | 31 | −18 | 6  |
| Sydkorea | 7 | 0 | 0  | 0  | 7 | 4  | 48 | −44 | 0  |

| Avancemang till slutspel | Nedflyttat till Division I A 2019 |

### Slutspel
|  | Kvartsfinal |                |             |  |    |            |            |            |  |       |                  |         |   |
|  | A1          | Sverige        | 3           |  |    |            |            |            |  |       |                  |         |   |
|  | B4          | Lettland       | 2           |  |    | Semifinal  | Semifinal  | Semifinal  |  |       |                  |         |   |
|  |             |                |             |  |    | A1         | Sverige    | 6          |  |       |                  |         |   |
|  | Kvartsfinal | Kvartsfinal    | Kvartsfinal |  | B2 | USA        | 0          |            |  |       |                  |         |   |
|  | B2          | USA            | 3           |  |    |            |            |            |  |       |                  |         |   |
|  | A3          | Tjeckien       | 2           |  |    | Bronsmatch | Bronsmatch | Bronsmatch |  | Final | Final            | Final   |   |
|  |             |                |             |  |    | B2         | USA        | 4          |  | A1    | Sverige (e.str.) | 3       |   |
|  | Kvartsfinal | Kvartsfinal    | Kvartsfinal |  |    | B3         | Kanada     | 1          |  |       | A4               | Schweiz | 2 |
|  | B1          | Finland        | 2           |  |    |            |            |            |  |       |                  |         |   |
|  | A4          | Schweiz        | 3           |  |    | Semifinal  | Semifinal  | Semifinal  |  |       |                  |         |   |
|  |             |                |             |  |    | A4         | Schweiz    | 3          |  |       |                  |         |   |
|  | Kvartsfinal | Kvartsfinal    | Kvartsfinal |  | B3 | Kanada     | 2          |            |  |       |                  |         |   |
|  | A2          | Ryssland       | 4           |  |    |            |            |            |  |       |                  |         |   |
|  | B3          | Kanada (e.fl.) | 5           |  |    |            |            |            |  |       |                  |         |   |

### Slutresultat
Slutresultat av VM 2018:
|    | Sverige     |
|    | Schweiz     |
|    | USA         |
| 4  | Kanada      |
| 5  | Finland     |
| 6  | Ryssland    |
| 7  | Tjeckien    |
| 8  | Lettland    |
| 9  | Slovakien   |
| 10 | Danmark     |
| 11 | Tyskland    |
| 12 | Frankrike   |
| 13 | Norge       |
| 14 | Österrike   |
| 15 | Sydkorea    |
| 16 | Vitryssland |

### Utmärkelser

#### Mest värdefulla spelare
Utsågs av medierna som mästerskapets mest värdefulle spelare.
| Position | Spelare      |
| -------- | ------------ |
| MVP      | Patrick Kane |

#### Bästa spelare
Utsågs av turneringsledningen.
| Position | Spelare           |
| -------- | ----------------- |
| Målvakt  | Frederik Andersen |
| Back     | John Klingberg    |
| Forward  | Sebastian Aho     |

#### All star-team
Utsågs av medierna.
| Position | Spelare              |
| -------- | -------------------- |
| Målvakt  | Anders Nilsson       |
| Backar   | Adam Larsson         |
| Backar   | Oliver Ekman-Larsson |
| Forwards | Rickard Rakell       |
| Forwards | Patrick Kane         |
| Forwards | Sebastian Aho        |

## Division I

### Grupp A
Division I A-turneringen spelades i Budapest, Ungern, från 22 till 28 april 2018.
|                | S | V | ÖV | ÖF | F | GM | IM | MS | P  |
| -------------- | - | - | -- | -- | - | -- | -- | -- | -- |
| Storbritannien | 5 | 3 | 1  | 0  | 1 | 16 | 15 | +1 | 11 |
| Italien        | 5 | 3 | 0  | 0  | 2 | 15 | 11 | +4 | 9  |
| Kazakstan      | 5 | 3 | 0  | 0  | 2 | 18 | 10 | +8 | 9  |
| Ungern         | 5 | 2 | 0  | 1  | 2 | 9  | 14 | −5 | 7  |
| Slovenien      | 5 | 2 | 0  | 0  | 3 | 15 | 15 | 0  | 6  |
| Polen          | 5 | 1 | 0  | 0  | 4 | 11 | 19 | −8 | 3  |

| Uppflyttat till Toppdivisionen 2019 | Nedflyttat till Division I Grupp B 2019 |

### Grupp B
Division I B-turneringen spelades i Kaunas, Litauen, från 22 till 28 april 2018.
|          | S | V | ÖV | ÖF | F | GM | IM | MS  | P  |
| -------- | - | - | -- | -- | - | -- | -- | --- | -- |
| Litauen  | 5 | 4 | 1  | 0  | 0 | 26 | 9  | +17 | 14 |
| Japan    | 5 | 2 | 2  | 0  | 1 | 17 | 13 | +4  | 10 |
| Estland  | 5 | 3 | 0  | 1  | 1 | 10 | 7  | +3  | 10 |
| Ukraina  | 5 | 1 | 0  | 1  | 3 | 10 | 18 | −8  | 4  |
| Rumänien | 5 | 1 | 0  | 1  | 3 | 12 | 18 | −6  | 4  |
| Kroatien | 5 | 1 | 0  | 0  | 4 | 11 | 21 | −10 | 3  |

| Uppflyttat till Division I Grupp A 2019 | Nedflyttat till Division II Grupp A 2019 |

## Division II

### Grupp A
Division II A-turneringen spelades i Tilburg, Nederländerna, från 23 till 29 april 2018.
|               | S | V | ÖV | ÖF | F | GM | IM | MS  | P  |
| ------------- | - | - | -- | -- | - | -- | -- | --- | -- |
| Nederländerna | 5 | 5 | 0  | 0  | 0 | 42 | 5  | +37 | 15 |
| Australien    | 5 | 3 | 1  | 0  | 1 | 19 | 14 | +5  | 11 |
| Serbien       | 5 | 3 | 0  | 1  | 1 | 16 | 14 | +2  | 10 |
| Kina          | 5 | 2 | 0  | 0  | 3 | 10 | 16 | −6  | 6  |
| Belgien       | 5 | 1 | 0  | 0  | 4 | 11 | 28 | −17 | 3  |
| Island        | 5 | 0 | 0  | 0  | 5 | 7  | 28 | −21 | 0  |

| Uppflyttat till Division I Grupp B 2019 | Nedflyttat till Division II Grupp B 2019 |

### Grupp B
Division II B-turneringen spelades i Granada, Spanien, från 16 till 22 april 2018.
|             | S | V | ÖV | ÖF | F | GM | IM | MS  | P  |
| ----------- | - | - | -- | -- | - | -- | -- | --- | -- |
| Spanien     | 5 | 5 | 0  | 0  | 0 | 49 | 6  | +43 | 15 |
| Nya Zeeland | 5 | 4 | 0  | 0  | 1 | 33 | 14 | +19 | 12 |
| Israel      | 5 | 3 | 0  | 0  | 2 | 24 | 14 | +10 | 9  |
| Nordkorea   | 5 | 1 | 0  | 0  | 4 | 12 | 40 | −28 | 3  |
| Mexiko      | 5 | 1 | 0  | 0  | 4 | 9  | 30 | −21 | 3  |
| Luxemburg   | 5 | 1 | 0  | 0  | 4 | 6  | 29 | −23 | 3  |

| Uppflyttat till Division II Grupp A 2019 | Nedflyttat till Division III 2019 |

## Division III
Division III-turneringen spelades i Kapstaden, Sydafrika, från 16 till 22 april 2018.
|                  | S | V | ÖV | ÖF | F | GM | IM | MS  | P  |
| ---------------- | - | - | -- | -- | - | -- | -- | --- | -- |
| Georgien         | 5 | 4 | 0  | 0  | 1 | 35 | 12 | +23 | 12 |
| Bulgarien        | 5 | 3 | 1  | 0  | 1 | 28 | 10 | +18 | 11 |
| Turkiet          | 5 | 3 | 0  | 1  | 1 | 22 | 14 | +8  | 10 |
| Kinesiska Taipei | 5 | 2 | 0  | 0  | 3 | 16 | 25 | −9  | 6  |
| Sydafrika        | 5 | 2 | 0  | 0  | 3 | 13 | 18 | −5  | 6  |
| Hongkong         | 5 | 0 | 0  | 0  | 5 | 3  | 38 | −35 | 0  |

| Uppflyttat till Division II Grupp B 2019 | Nedflyttat till Division III kval 2019 |

## Division III-kval
Division III-kvalturneringen spelades i Sarajevo, Bosnien och Hercegovina från 25 till 28 februari 2018.
|                         | S | V | ÖV | ÖF | F | GM | IM | MS  | P |
| ----------------------- | - | - | -- | -- | - | -- | -- | --- | - |
| Turkmenistan            | 3 | 3 | 0  | 0  | 0 | 41 | 5  | +36 | 9 |
| Bosnien och Hercegovina | 3 | 2 | 0  | 0  | 1 | 17 | 15 | +2  | 6 |
| Förenade arabemiraten   | 3 | 1 | 0  | 0  | 2 | 5  | 12 | −7  | 3 |
| Kuwait                  | 3 | 0 | 0  | 0  | 3 | 5  | 36 | −31 | 0 |

| Uppflyttat till Division III 2019 |